# 阿尔扎诺
阿尔扎诺（義大利語：Arzano），是意大利那不勒斯省的一个市镇。总面积4.68平方公里，2009年人口36,209人，人口密度7,737.0人/平方公里。ISTAT代码为063005。